# هلو گیمز
هلو گیمز (انگلیسی: Hello Games) شرکت بازی ویدئویی بریتانیایی است، که در سال ۲۰۰۸ تأسیس شد.